# Myra Bradwell
Myra Bladwell (Manchester, 12 febbraio 1831 – Chicago, 14 febbraio 1894) è stata un'avvocata, editrice e attivista statunitense, una delle prime donne ad esercitare la professione di avvocato negli Stati Uniti.

## Primi anni
Myra Colby nacque nel 1831 a Manchester, nel Vermont. All'età di 12 anni si trasferì a Schaumburg, nell'Illinois. Frequentò le scuole di Kenosha e in seguito si iscrisse all'Elgin Female Seminary.
Nel 1852 sposò James B. Bradwell e due anni dopo si trasferirono a Memphis. James Bradwell era il capo di una scuola privata e Myra Bradwell divenne insegnante in quella scuola. Colby completò la sua istruzione formale all'età di 24 anni e studiò legge.

## Carriera
Myra Bradwell iniziò la sua formazione legale quando suo marito fu accettato all'albo degli avvocati dell'Illinois. Lavorò come avvocato nell'ufficio del marito e lo ha aiutò nella ricerca e negli scritti legali.
Nel 1868 fondò il Chicago Legal News. Con l'aiuto legale di suo marito, convinse il legislatore dell'Illinois ad approvare una legge speciale, in modo che potesse servire sia come redattrice che come direttrice aziendale della Chicago Legal News Company. Sebbene gli uffici del giornale fossero stati distrutti dal grande incendio di Chicago del 1871, Bradwell continuò a pubblicare informazioni su opinioni, leggi e ordinanze giudiziarie e inoltre svolse del giornalismo investigativo e supportò riforme sociali quali il suffragio femminile e l'occupazione delle donne. I suoi giornalisti criticarono la corruzione all'interno dell'albo e della magistratura locale e sollecitarono la regolamentazione delle ferrovie.
Per sostenere il suffragio femminile e gli sforzi per ottenere un impiego, Myra Bradwell aiutò a scrivere l'Illinois Married Women's Property Act del 1861. Con Alta M. Hulett scrisse l'Earnings Act del 1869. Entrambi i progetti di legge permisero alle donne sposate di controllare i propri guadagni e le loro proprietà. Nell'agosto del 1869 un giudice federale e il procuratore dello stato esaminarono l'abilità legale di Bradwell, la dichiararono qualificata e suggerirono che la Corte Suprema dello Stato dell'Illinois le rilasciasse una licenza legale. Ma la sua domanda fu respinta poiché, in quanto donna sposata, non poteva stipulare alcun contratto legale. Il 5 febbraio 1870 la corte suprema dell'Illinois negò nuovamente la sua richiesta di una licenza legale sulla base del sesso. Il giudice principale Charles B. Lawrence dichiarò: "Dio ha progettato i sessi per occupare diverse sfere di azione".
Nel 1879 Belva Lockwood divenne la prima donna ammessa all'albo della Corte Suprema degli Stati Uniti e nel 1880 la prima donna a discutere un caso davanti a quel corpo. In seguito le fu negato l'ammissione all'albo della Virginia e nel 1893 la corte suprema degli Stati Uniti si rifiutò di ammetterla, citando la sua decisione nel caso Bradwell. Nel frattempo, nel 1890, la Corte Suprema dell'Illinois agì di sua iniziativa e approvò la domanda originale di Bradwell. Il 28 marzo 1892 Bradwell ricevette la licenza per esercitare presso la Corte suprema degli Stati Uniti.

## Morte ed eredità
Myra Bradwell morì di cancro nel 1894, appena quattro anni dopo essere stata ammessa all'albo. È sepolta nel cimitero di Rosehill a Chicago. 
Nel 1994 fu introdotta nella National Women's Hall of Fame.